# Double Live Assassins
Double Live Assassins é um álbum ao vivo da banda estadunidense de heavy metal W.A.S.P., lançado em 1998. Foi gravado durante o K.F.D. World Tour em 1997.
| Críticas profissionais                                                      | Críticas profissionais |
| Avaliações da crítica                                                       | Avaliações da crítica  |
| Fonte                                                                       | Avaliação              |
| --------------------------------------------------------------------------- | ---------------------- |
| allmusic                                                                    | [ 1 ]                  |
| Esta tabela precisa de ser acompanhada por texto em prosa. Consulte o guia. |                        |

## Faixas
Disco 1
1. The Medley
  - "On Your Knees"
  - "I Don't Need No Doctor"
  - "Hellion"
  - "Chainsaw Charlie (Murders In The New Morgue)"
2. "Wild Child"
3. "Animal (Fuck Like A Beast)"
4. "L.O.V.E. Machine"
5. "Killahead"
6. "I Wanna Be Somebody"
7. "U"
8. "The Real Me"
9. "Kill Your Pretty Face"
10. "The Horror"

Disco 2
1. "Blind In Texas"
2. "The Headless Children"
3. "The Idol"
4. "The Crimson Idol Medley"
5. "Little Death"
6. "Mean Man"
7. "Rock And Roll To Death"